# Robbemoreelpolder
De Robbemoreelpolder is een polder tussen Sluis en Sint Anna ter Muiden, behorend tot de Sluisse- en Zwinpolders.
De 60 ha grote internationale polder is ontstaan door indijking van een in het Zwin ontstaan schor. Ze werd reeds in 1375 vermeld en is vermoedelijk gevormd uit twee kleinere polders: De Robbepolder en de Moreelpolder. Op een bepaald moment wordt de polder immers "den Ouden Robe ende Moreel polre" genoemd.
De omgrenzing van de polder is tegenwoordig niet goed meer in het landschap te onderscheiden.